# 해제 (춘추, 晉)
해제(奚齊, 기원전 665년 ~ 기원전 651년)은 중국 춘추 시대 진나라의 임금이다. 형 공태자 신생을 대신하여 진나라의 태자가 되었고 진후를 계승했으나, 정식으로 즉위하기 전에 이극에게 암살당했다.

## 사적
아버지 헌공의 총애를 받는 첩인 어머니 여희의 공작으로, 형 공태자 신생, 진 문공, 진 혜공과 여러 공자들은 진나라의 서울 강(絳)을 떠나 외지로 부임했고 해제를 포함하여 여희와 그 아우의 아들만이 강에서 아버지와 함께 거주했다. 결국 여희와 그 일당의 활약으로 공태자 신생은 죽음으로 몰렸고 진 문공과 진 혜공은 국외로 망명해, 헌공 26년(기원전 651년) 9월에 아버지가 죽으면서 그 뒤를 이었다. 대신들은 이를 반대했기 때문에 헌공은 해제의 스승인 순식에게 국정을 맡겼다. 그러나 10월에 진 문공을 추대하고자 한 이극에게 상차(상침)에서 죽임을 당했다.

## 가정
- 진 헌공 (아버지)
- 제강 (어머니)
  - 공태자(共太子) 신생(申生)
  - 목희(穆姬)
- 호희 (어머니)
  - 진 문공
- 소융자 (어머니)
  - 진 혜공
- 여희 (친어머니)
  - 해제
- 소희 (서모, 여희의 아우)
  - 탁자